# Parc Nacional Cheile Bicazului-Hăşmaş
El Parc Nacional Cheile Bicazului-Hăşmaş (en romanès: Parcul Naţional Cheile Bicazului-Hăşmaş) està situat a la serralada Oriental dels Carpats al nord-est de Romania. El territori de la reserva és part dels comtats de Neamţ i de Harghita.
L'administració del parc es troba en Izvorul Mureşului, Harghita.
Els elements geològics més importants del parc són Cheile Bicazului (Gola del riu Bicaz), un profund canó excavat pel riu Bicaz, Lacul Roșu (el Llac Vermell), una presa en un llac natural, i les muntanyes Hăşmaş.
La superfície de parc és de 6.575 hectàrees i es divideix en dues zones: la zona especial de conservació (78%), i la zona de protecció (22%).